# Airvault
Airvault est une commune du Centre-Ouest de la France située dans le département des Deux-Sèvres, en région Nouvelle-Aquitaine.
Le 1er janvier 2019, la commune fusionne avec Tessonnière sous le régime de la commune nouvelle.

## Géographie

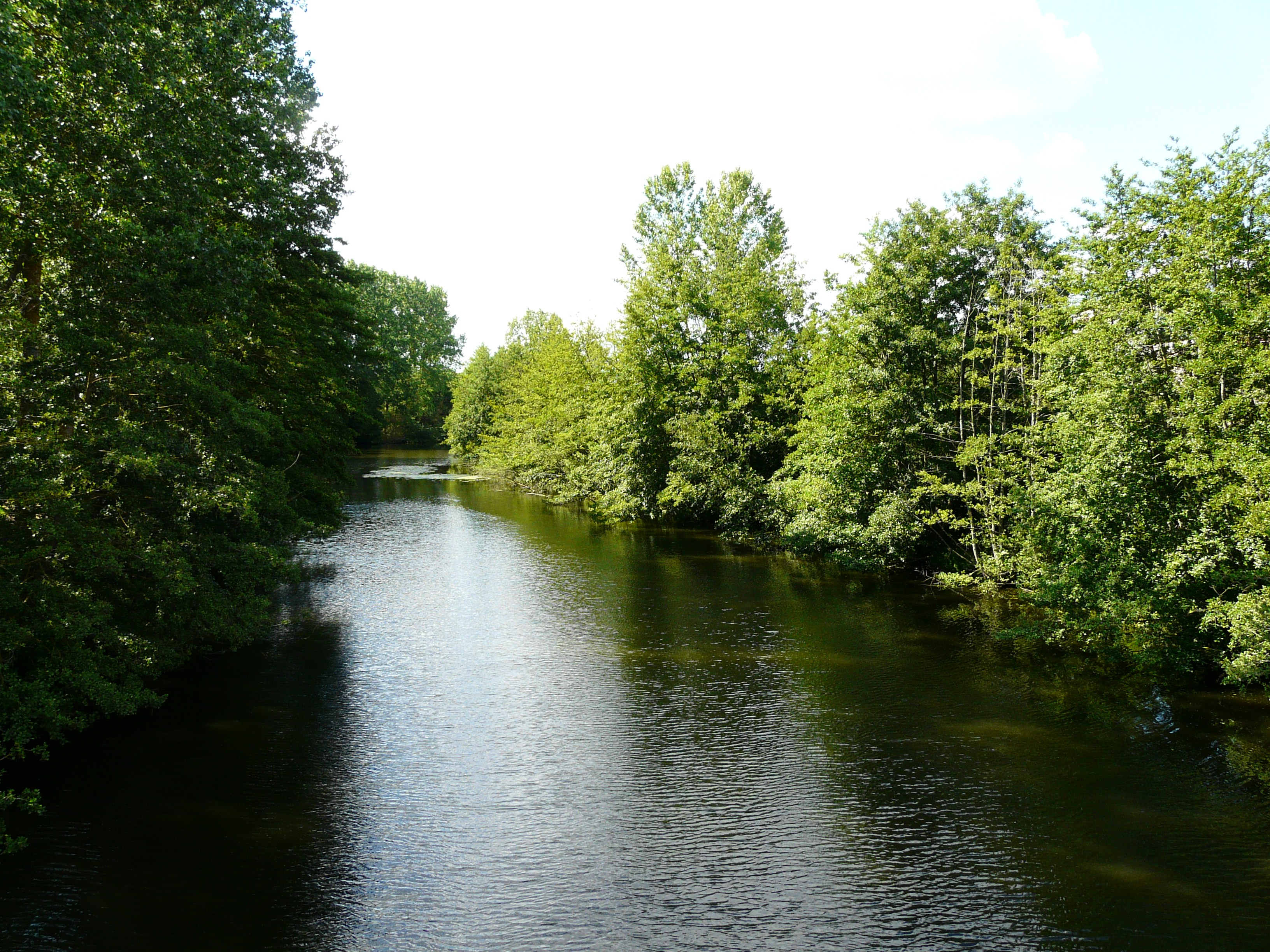
Le Thouet au pont de Vernay.

### Localisation
La ville d'Airvault, située au nord-est du département des Deux-Sèvres en Haut-Poitou, est nichée au creux d'une vallée entre pays granitique et pays calcaire. Dans sa partie nord-ouest, elle suit la rive droite du Thouet, rivière limitant les plaines et la Gâtine. Elle est un carrefour entre des routes provenant de pôles urbains tels que Mirebeau, Bressuire, Thouars, Parthenay et Poitiers. Airvault est au centre d'un réseau de chemins menant également à Moncontour, Argenton-Château, Saint-Varent, Saint-Loup-Lamairé et Saint-Jouin-de-Marnes. À proximité d'Airvault passait l'ancienne voie romaine qui menait de Limonum (Poitiers) à Juliomagus (Angers).
Airvault est établie à une soixantaine de kilomètres de Poitiers, mais surtout à une vingtaine de kilomètres de Thouars, dont les vicomtes successifs ont contrôlé la ville.
À la suite d'un arrêté préfectoral du 8 décembre 1972 prenant effet au 1er janvier 1973, Borcq-sur-Airvault à l'est et Soulièvres à l'ouest sont communes associées d'Airvault.

### Communes limitrophes
Très étendue d'est en ouest, Airvault est entourée de 13 autres communes.

### Climat
Le climat qui caractérise la commune est qualifié, en 2010, de « climat océanique altéré », selon la typologie des climats de la France qui compte alors huit grands types de climats en métropole. En 2020, la commune ressort du même type de climat dans la classification établie par Météo-France, qui ne compte désormais, en première approche, que cinq grands types de climats en métropole. Il s’agit d’une zone de transition entre le climat océanique, le climat de montagne et le climat semi-continental. Les écarts de température entre hiver et été augmentent avec l'éloignement de la mer. La pluviométrie est plus faible qu'en bord de mer, sauf aux abords des reliefs.
Les paramètres climatiques qui ont permis d’établir la typologie de 2010 comportent six variables pour les températures et huit pour les précipitations, dont les valeurs correspondent à la normale 1971-2000. Les sept principales variables caractérisant la commune sont présentées dans l'encadré ci-après.
| Paramètres climatiques communaux sur la période 1971-2000 - Moyenne annuelle de température : 11,8 °C - Nombre de jours avec une température inférieure à −5 °C : 2 j - Nombre de jours avec une température supérieure à 30 °C : 6,2 j - Amplitude thermique annuelle : 15,1 °C - Cumuls annuels de précipitation : 709 mm - Nombre de jours de précipitation en janvier : 11,5 j - Nombre de jours de précipitation en juillet : 6,8 j |

Avec le changement climatique, ces variables ont évolué. Une étude réalisée en 2014 par la Direction générale de l'Énergie et du Climat complétée par des études régionales prévoit en effet que la température moyenne devrait croître et la pluviométrie moyenne baisser, avec toutefois de fortes variations régionales. Ces changements peuvent être constatés sur la station météorologique de Météo-France la plus proche, « Glenay_sapc », sur la commune de Glénay, mise en service en 1959 et qui se trouve à 9 km à vol d'oiseau,, où la température moyenne annuelle est de 12,3 °C et la hauteur de précipitations de 651,6 mm pour la période 1981-2010.
Sur la station météorologique historique la plus proche, « Poitiers-Biard », sur la commune de Biard, dans le département de la Vienne, mise en service en 1921 et à 44 km, la température moyenne annuelle évolue de 11,5 °C pour la période 1971-2000 à 11,7 °C pour 1981-2010, puis à 12,2 °C pour 1991-2020.

## Urbanisme

### Typologie
Au 1er janvier 2024, Airvault est catégorisée commune rurale à habitat dispersé, selon la nouvelle grille communale de densité à sept niveaux définie par l'Insee en 2022.
Elle appartient à l'unité urbaine d'Airvault, une agglomération intra-départementale regroupant deux communes, dont elle est ville-centre,,. La commune est en outre hors attraction des villes,.

### Risques majeurs
Le territoire de la commune d'Airvault est vulnérable à différents aléas naturels : météorologiques (tempête, orage, neige, grand froid, canicule ou sécheresse), inondations, mouvements de terrains et séisme (sismicité modérée). Il est également exposé à deux risques technologiques, le transport de matières dangereuses et la rupture d'un barrage, et à un risque particulier : le risque de radon. Un site publié par le BRGM permet d'évaluer simplement et rapidement les risques d'un bien localisé soit par son adresse soit par le numéro de sa parcelle.

#### Risques naturels
Certaines parties du territoire communal sont susceptibles d’être affectées par le risque d’inondation par débordement de cours d'eau, notamment le Thouet, le Gâteau, la Cendronne et l'Étang Fourreau. La commune a été reconnue en état de catastrophe naturelle au titre des dommages causés par les inondations et coulées de boue survenues en 1982, 1983, 1992, 1995, 1999, 2010 et 2018,. Le risque inondation est pris en compte dans l'aménagement du territoire de la commune par le biais du plan de prévention des risques inondation (PPRI) de la « Vallée du Thouet », approuvé le 13 novembre 2008, dont le périmètre regroupe 22 communes.

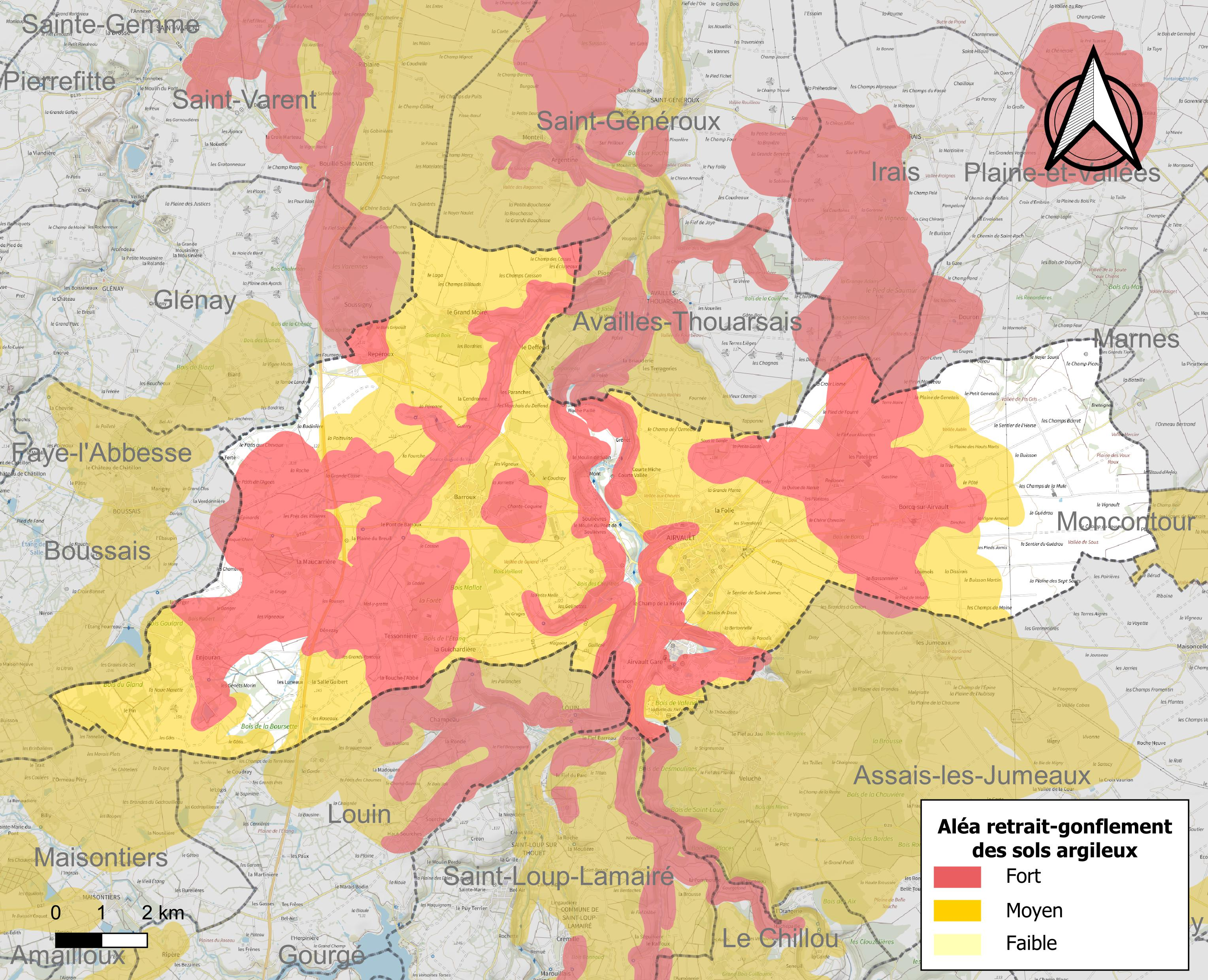
Carte des zones d'aléa retrait-gonflement des sols argileux d'Airvault.

Les mouvements de terrains susceptibles de se produire sur la commune sont des tassements différentiels. Le retrait-gonflement des sols argileux est susceptible d'engendrer des dommages importants aux bâtiments en cas d’alternance de périodes de sécheresse et de pluie. 82,6 % de la superficie communale est en aléa moyen ou fort (54,9 % au niveau départemental et 48,5 % au niveau national). Depuis le 1er octobre 2020, en application de la loi ELAN, différentes contraintes s'imposent aux vendeurs, maîtres d'ouvrages ou constructeurs de biens situés dans une zone classée en aléa moyen ou fort,.
La commune a été reconnue en état de catastrophe naturelle au titre des dommages causés par la sécheresse en 1989, 1991, 1995, 2003, 2005, 2011 et 2017 et par des mouvements de terrain en 1999 et 2010.

#### Risque technologique
La commune est en outre située en aval du barrage du Puy Terrier, un ouvrage de classe A mis en service en 1982 sur le territoire des communes de Saint-Loup-Lamairé, Louin et Gourgé, sur le cours d’eau le Cébron, affluent du Thouet. À ce titre elle est susceptible d’être touchée par l’onde de submersion consécutive à la rupture de cet ouvrage.

#### Risque particulier
Dans plusieurs parties du territoire national, le radon, accumulé dans certains logements ou autres locaux, peut constituer une source significative d’exposition de la population aux rayonnements ionisants. Selon la classification de 2018, la commune d'Airvault est classée en zone 3, à savoir zone à potentiel radon significatif.

## Toponymie
- Les différents noms d'Airvault se retrouvent dans des chartes qui concernent l'abbaye, la plus ancienne connue à ce jour étant celle de la fondation de l'église, autour de 971, recopiée par dom Fonteneau. Il est écrit : Vicus qui nuncupatur Aurea Vallis in pago Thoarcensi, ceci révèle ainsi l'existence d'une agglomération fondée dans la « vallée d'or », ou la « vallée dorée ». On remarquera également les termes Vicus et pagi Thoarcensi, qui montrent qu'Airvault était un vicus (circonscription utilisée au début du Moyen Âge) du pagus de Thouars. D'après les recherches de Belisaire Ledain, une mention de 1051, Sanctus Petrus Aurea Vallis, confirme l'expression latine précédemment citée, donnant l'origine étymologique d'Airvault.
- Plus tard, des formes francisées feront leur apparition. Dans l'ordre, on retrouvera : « Oiresvaus » en 1200, « ville d'Oyrevaud » en 1316, « Oirevau » en 1326, « Aureval » en 1347, « Orvau » en 1350, « Airvau » en 1362, « le sire d'Oireval » en 1369, « les fromentages de Aurevaloys » en 1370, « Château d'Oirval » en 1371, « Abbaye d'Arval » en 1376, « Oyreval » en 1393, « Oyrevau » en 1397, « Oyreval » en 1404, « Oyreveau » en 1412, « Oyreval » en 1413, « Oervau » l'année suivante, en 1414, « Oyreval » en 1424, « Oyrveault » en 1429, « Hoyrvaut » en 1446, « Oyreveau » en 1447, « Oirvau » la même année, « Ayreval » en 1450, « Ervau » en 1453 et en 1466, « Oyrevau » en 1479, « Oirvau » en 1482, et enfin « Oyrevau » en 1483.
- Les autres formes de l'époque moderne continueront cette longue liste évolutive à propos d'Airvault : « Oyrvault » en 1516, « Ayrevau » en 1523, « Hervaut » en 1565, « Oyrvault » en 1573, « Hoirvau » en 1580, « Hoirvault » en 1584, « Oyrvau » en 1595, « Ervaux » en avril 1614, « Oirvaut » en août 1614 et encore en 1616, « Oirvault » en 1643 ainsi qu'en septembre 1649, « Oyrevault » en 1651, « Ervau » en 1655, « Airvaux » en 1668, « Ervaut » en 1672, « Ouervault » en 1691, « Airvault » en 1704, « Oirveau » en janvier 1743, « Oirvault » en 1750, et enfin « Airvault » en 1775.
- Voir aussi le Dictionnaire topographique des Deux-Sèvres de Belisaire Ledain.

## Histoire
Le 6 novembre 1939, après l'invasion de la Pologne, l'état-major français décide d'implanter, dans les bois de Veluché un camp de base et un dépôt de guerre pour une division de volontaires polonais (la 2e division polonaise), soit 16 000 combattants (les camps d'entrainement étaient situés à Gourgé et Thénezay). Par l’accord du 4 janvier 1940, une armée polonaise a pu être reconstituée en France. Le gouvernement polonais en exil était installé à Angers. Cette armée, en tant qu’armée étrangère d’un État allié était placée sous l’autorité du commandant en chef de l’armée française. L'état-major de la division était situé dans la ville voisine de Parthenay. Ce camp a été, par la suite, occupé par l'armée allemande qui y a interné des prisonniers maghrébins.
Au 1er janvier 1973, Airvault a fusionné avec les communes de Borcq-sur-Airvault, Boussais et Soulièvres. Le 1er janvier 1985, Boussais s'est séparé d’Airvault.
Borcq-sur-Airvault et Soulièvres conservent le statut de communes associées et, à ce titre, élisent chacune un maire délégué qui siège obligatoirement au conseil municipal d'Airvault.
Le 1er janvier 2019, la commune étend son périmètre à Tessonnière sous le régime de la commune nouvelle (arrêté préfectoral du 26 octobre 2018).

## Politique et administration

### Liste des maires
| Période                                  | Période          | Identité                | Étiquette             | Qualité |
| ---------------------------------------- | ---------------- | ----------------------- | --------------------- | --- |
|                                          |                  |                         |                       | |
| 1830                                     | 1842             | Armand Fourreau         |                       | Propriétaire Conseiller général du canton d'Airvault (1833 → 1845) |
| 1842                                     | 1850             | Léon-Jean Fribault      |                       | |
| 1850                                     | 1855             | Théodore Emmanuel Morin |                       | |
| 1855                                     | 1871             | Léon-Jean Fribault      |                       | Médecin Conseiller général du canton d'Airvault (1861 → 1874) |
| 1871                                     | 1874             | Émile Brochain          |                       | |
| 1875                                     | 1878             | Emmanuel Bonnet         |                       | |
| 1878                                     | 1900             | Émile Rouyer            |                       | |
| 1900                                     | 1911             | Isidore Jaurand         | Droite                | Médecin Conseiller général du canton d'Airvault (1910 → 1922) |
| 1912                                     | 1938             | Constant Balquet        |                       | |
| 1938                                     | octobre 1947     | Maxime Diboir           |                       | |
| octobre 1947                             | mars 1971        | Augustin Bordage        | DVD puis UNR puis UDR | Commerçant en engrais et produits du sol Député de la 3e circonscription des Deux-Sèvres (1958 → 1962) Conseiller général du canton d'Airvault (1951 → 1976)                                       |
| mars 1971                                | mars 1983        | Maurice Barret          | PS                    | Conseiller général du canton d'Airvault (1976 → 1982) |
| mars 1983                                | janvier 1985     | Alphonse Denieault      |                       | Retraité du secteur bancaire |
| 1er janvier 1985                         | 1er février 1985 | Délégation spéciale     |                       | |
| février 1985                             | mars 1989        | Alphonse Denieault      |                       | Retraité du secteur bancaire |
| mars 1989                                | mars 2014        | Jacky Prinçay           | DVD                   | |
| mars 2014                                | 31 décembre 2018 | Olivier Fouillet        | Centre Droit          | Comptable Conseiller départemental du canton du Val de Thouet (2015 → ) 8e vice-président du conseil départemental des Deux-Sèvres (2015 → ) Président de la CC Airvaudais-Val du Thouet (2014 → ) |
| Les données manquantes sont à compléter. |                  |                         |                       | |

### Liste des maires de la commune nouvelle
| Période         | Période  | Identité         | Étiquette | Qualité |
| --------------- | -------- | ---------------- | --------- | --- |
| 10 janvier 2019 | En cours | Olivier Fouillet | DVD       | Comptable Conseiller départemental du canton du Val de Thouet (2015 → ) 8e vice-président du conseil départemental des Deux-Sèvres (2015 → ) Président de la CC Airvaudais-Val du Thouet (2014 → ) Réélu pour le mandat 2020-2026 |

### Communes déléguées
Les communes associées de Borcq-sur-Airvault et Soulièvres deviennent des communes déléguées et s'ajoutent à celles d'Airvault et de Tessonnière.

## Population et société

### Démographie
Avant 1973, les communes de Borcq-sur-Airvault et Soulièvres étaient indépendantes. À partir du 1er janvier 1973, les communes de Borcq-sur-Airvault, Boussais et Soulièvres fusionnent avec Airvault mais Boussais reprend son indépendance le 1er janvier 1985.

#### Démographie de Soulièvres
| 1793 | 1800 | 1806 | 1821 | 1831 | 1836 | 1841 | 1846 |
| ---- | ---- | ---- | ---- | ---- | ---- | ---- | ---- |
| 601  | 578  | 581  | 548  | 563  | 635  | 620  | 651  |

| 1851 | 1856 | 1861 | 1866 | 1872 | 1876 | 1881 | 1886 |
| ---- | ---- | ---- | ---- | ---- | ---- | ---- | ---- |
| 651  | 662  | 669  | 675  | 711  | 692  | 776  | 686  |

| 1891 | 1896 | 1901 | 1906 | 1911 | 1921 | 1926 | 1931 |
| ---- | ---- | ---- | ---- | ---- | ---- | ---- | ---- |
| 719  | 714  | 714  | 747  | 728  | 675  | 681  | 710  |

| 1936 | 1946 | 1954 | 1962 | 1968 | - | - | - |
| ---- | ---- | ---- | ---- | ---- | - | - | - |
| 679  | 684  | 649  | 637  | 596  | - | - | - |

#### Démographie de Borcq-sur-Airvault
| 1793 | 1800 | 1806 | 1821 | 1831 | 1836 | 1841 | 1846 |
| ---- | ---- | ---- | ---- | ---- | ---- | ---- | ---- |
| 286  | 262  | 285  | 330  | 363  | 354  | 373  | 381  |

| 1851 | 1856 | 1861 | 1866 | 1872 | 1876 | 1881 | 1886 |
| ---- | ---- | ---- | ---- | ---- | ---- | ---- | ---- |
| 388  | 419  | 420  | 415  | 423  | 416  | 434  | 445  |

| 1891 | 1896 | 1901 | 1906 | 1911 | 1921 | 1926 | 1931 |
| ---- | ---- | ---- | ---- | ---- | ---- | ---- | ---- |
| 431  | 412  | 401  | 397  | 366  | 335  | 336  | 317  |

| 1936 | 1946 | 1954 | 1962 | 1968 | - | - | - |
| ---- | ---- | ---- | ---- | ---- | - | - | - |
| 335  | 329  | 341  | 346  | 343  | - | - | - |

#### Démographie d'Airvault
L'évolution du nombre d'habitants est connue à travers les recensements de la population effectués dans la commune depuis sa création.

En 2022, la commune comptait 3 295 habitants, en évolution de +0,18 % par rapport à 2016 (Deux-Sèvres : +0,18 %, France hors Mayotte : +2,11 %).
| 1793  | 1800  | 1806  | 1821  | 1831  | 1836  | 1841  | 1846  | 1851  |
| ----- | ----- | ----- | ----- | ----- | ----- | ----- | ----- | ----- |
| 1 800 | 2 068 | 1 868 | 1 829 | 1 925 | 1 923 | 1 957 | 1 957 | 1 942 |

| 1856  | 1861  | 1866  | 1872  | 1876  | 1881  | 1886  | 1891  | 1896  |
| ----- | ----- | ----- | ----- | ----- | ----- | ----- | ----- | ----- |
| 1 884 | 1 846 | 1 768 | 1 732 | 1 761 | 2 267 | 2 014 | 1 882 | 1 768 |

| 1901  | 1906  | 1911  | 1921  | 1926  | 1931  | 1936  | 1946  | 1954  |
| ----- | ----- | ----- | ----- | ----- | ----- | ----- | ----- | ----- |
| 1 680 | 1 783 | 1 806 | 1 597 | 1 633 | 1 687 | 1 770 | 1 858 | 1 903 |

| 1962  | 1968  | 1975  | 1982  | 1990  | 1999  | 2006  | 2011  | 2016  |
| ----- | ----- | ----- | ----- | ----- | ----- | ----- | ----- | ----- |
| 2 044 | 2 164 | 3 855 | 3 797 | 3 234 | 3 097 | 3 146 | 3 064 | 3 289 |

| 2021  | 2022  | - | - | - | - | - | - | - |
| ----- | ----- | - | - | - | - | - | - | - |
| 3 287 | 3 295 | - | - | - | - | - | - | - |

### Manifestations et évènements
- La ville accueille tous les ans le Rêve de l'Aborigène, festival de didgeridoo, guimbarde et chant diphonique[39].

## Économie et Industrie
La ville abrite la Cimenterie du Fief d'Argent de Ciments Calcia (anciennement Ciments français), aujourd'hui filiale du groupe allemand Heidelberg Materials (effectif env. 130 p.).

## Culture locale et patrimoine

### Lieux et monuments
- Église Saint-Hilaire de Borcq sur Airvault.
- Église Saint-Pierre de Barroux.

#### Le château
Château fondé au XIe siècle, modifié depuis, classé au titre des monuments historiques.

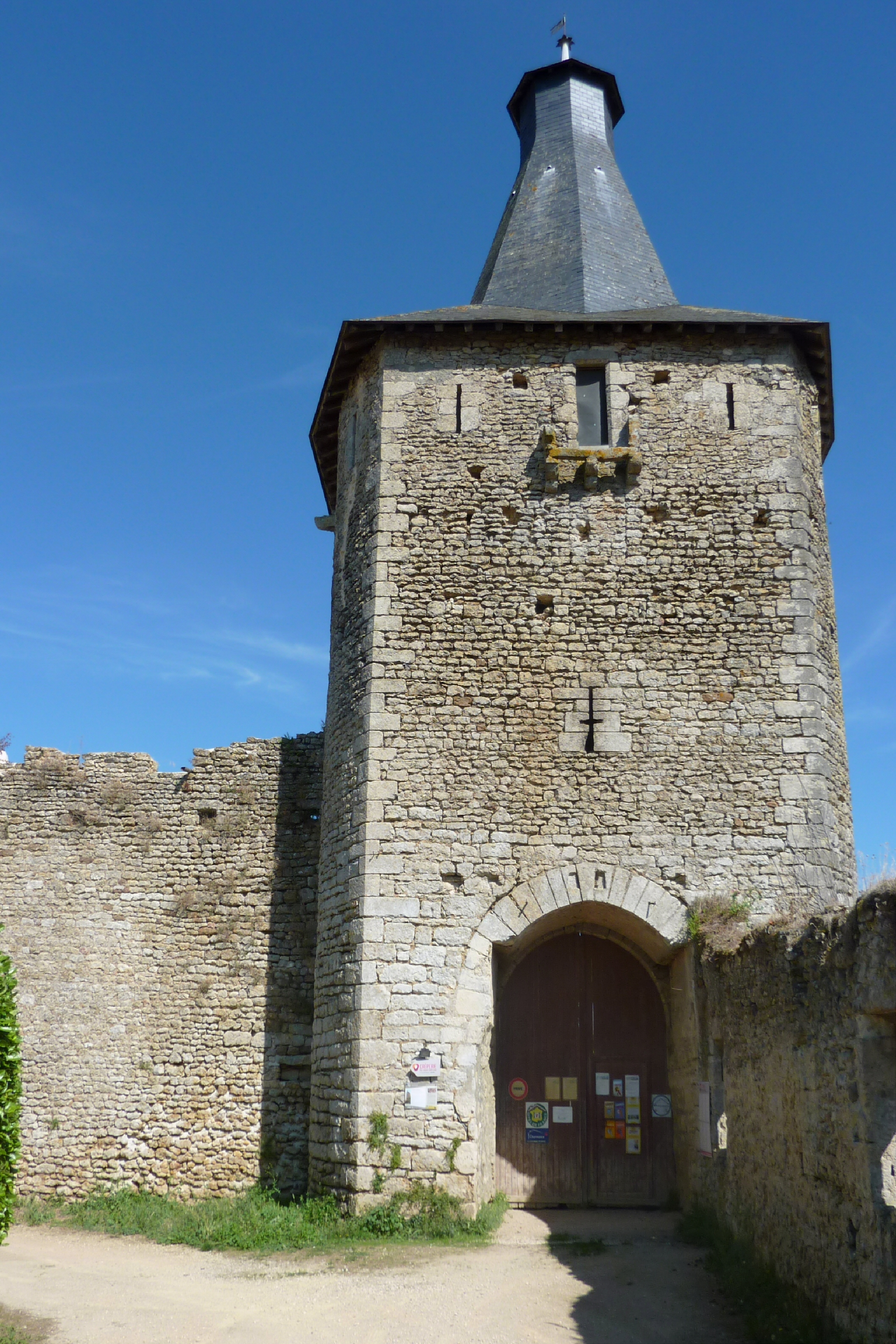
La tour-porte du château.
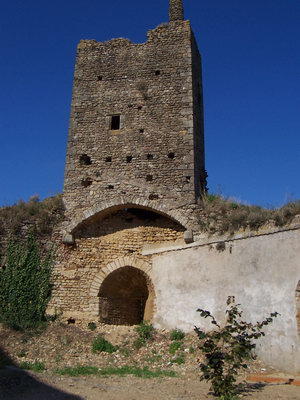
Tour nord-est vue de l'intérieur.
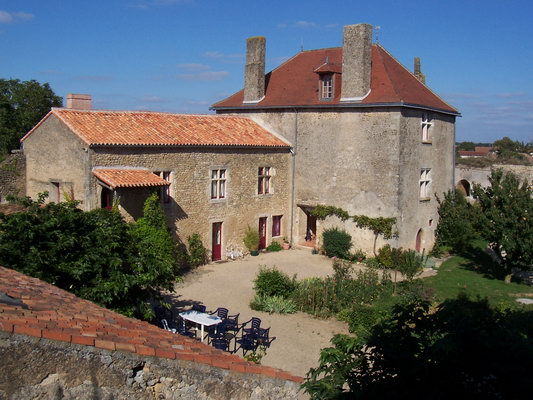
Bâtiments du château (XVIIe et XVIIIe siècles).

#### La fontaine souterraine

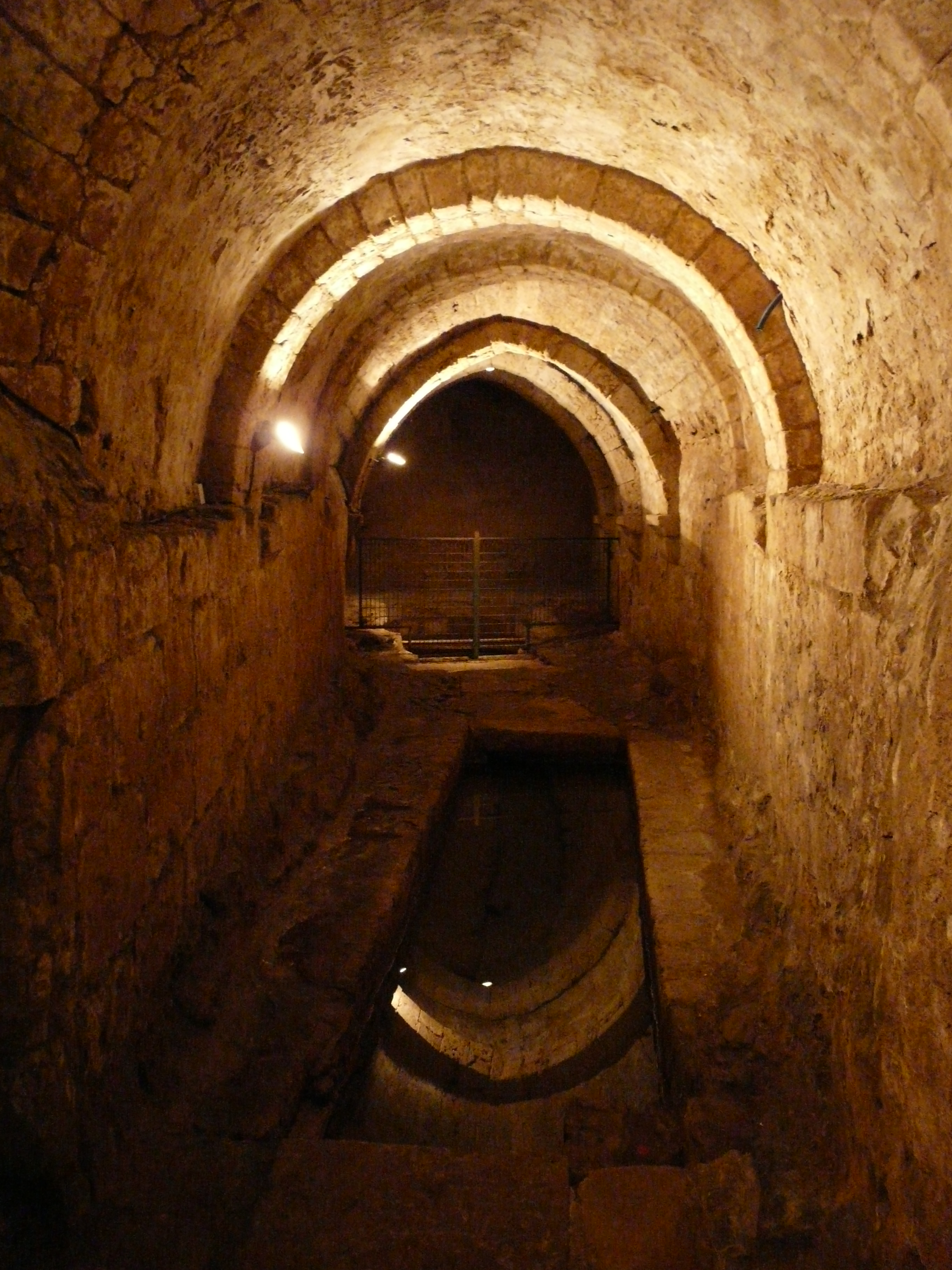
La fontaine souterraine.

Située quelques mètres à l'ouest de l'église Saint-Pierre, sous la place actuelle, l'ancienne fontaine publique est accessible par un escalier ancien. Elle a été construite dans la première moitié du XIIe siècle et utilise les eaux du plateau nord d'Airvault conduites par le ruisseau Saint-Pierre. Ceci correspond environ au niveau de sol du XIIe siècle retrouvé sous la place actuelle avant les nombreux remaniements successifs des XIVe et XVe siècles. Elle s’étend sur environ 25 mètres de longueur mais a subi quelques retouches au cours du temps. On peut encore apercevoir son puits et deux fosses. Sa partie romane est visible au nord, avec deux voûtes en arc brisé puis trois voûtes en plein cintre, avec arcs doubleaux, étendue sur 12,8 mètres, et sa partie du XIXe siècle au sud, couverte en berceau.
La partie romane de la fontaine est construite à partir d'un appareillage de moellons disposés en assises régulières prises dans de l'argile. On retrouve le puits et une fosse dans cette partie. Des croix sont visibles sur la paroi ouest le long de la fosse. Peut-être servait-elle de cuve baptismale au début du Moyen Âge ? On peut le supposer puisqu'un pavement allant de la chapelle des Gallénies à la fontaine existait, ce qui prouve une relation entre les deux structures. Enfin, la fonction principale de la fontaine était bien évidemment le puisement d'eau pour la population médiévale et ultérieure.
En fonction des rehaussements des niveaux de sol, plusieurs escaliers successifs ont permis l'accès à la fontaine et au canal Saint-Pierre, mais ils sont tous plus ou moins récents, les plus anciennes traces remontant à 1802. En fait, d'après les recherches de Thierry Cornec et Jean-Noël Hemmert, et si l'on tient compte du niveau de sol médiéval, on sait que la fontaine était en partie à ciel ouvert durant le Moyen Âge, entre la voûte romane et l'escalier.

#### Ancienne église abbatiale Saint-Pierre d'Airvault

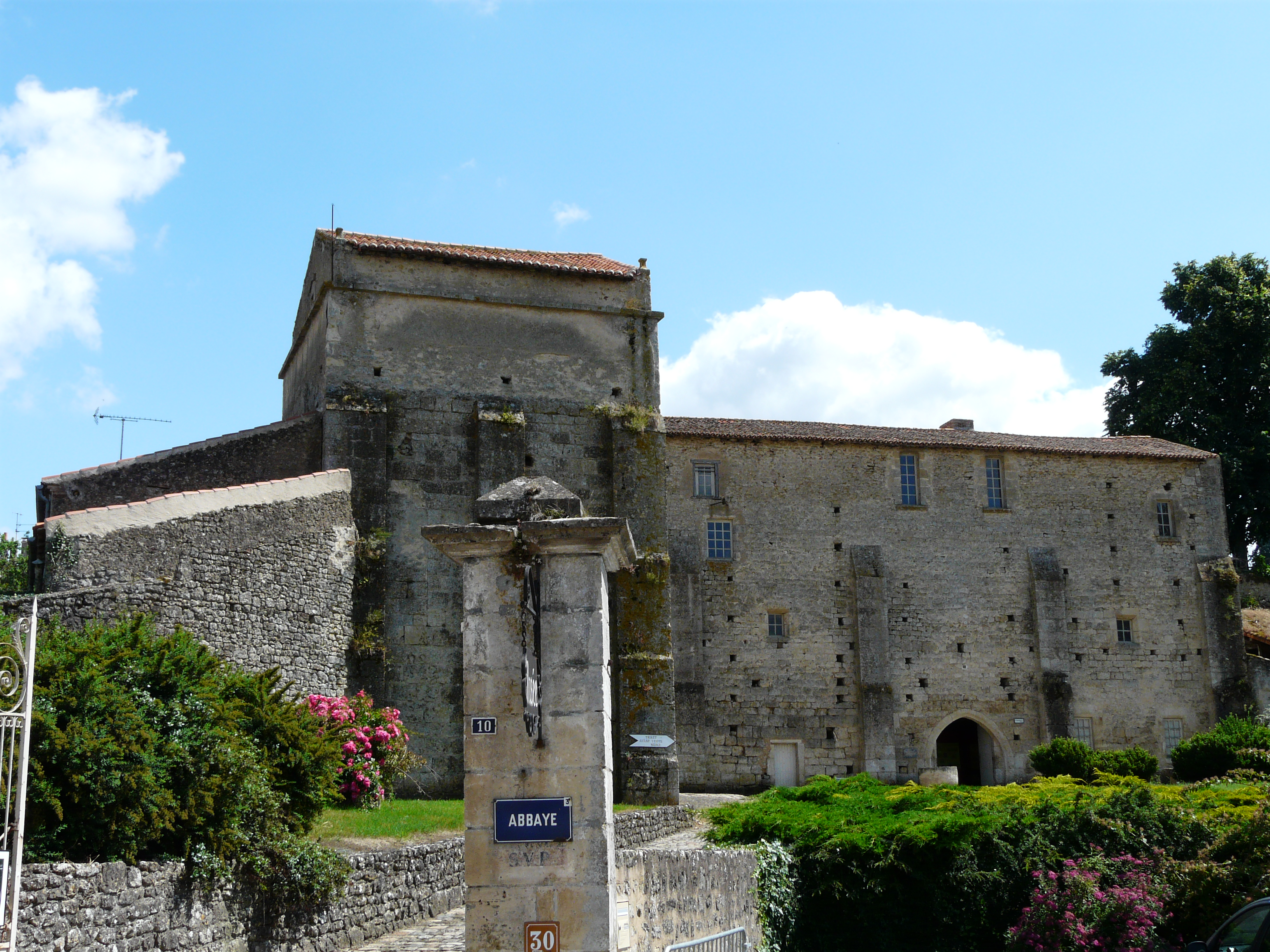
Les bâtiments de l'ancienne abbaye.

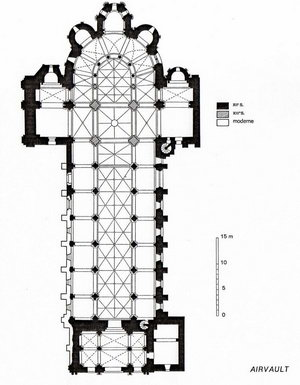
Le plan de l'abbatiale.

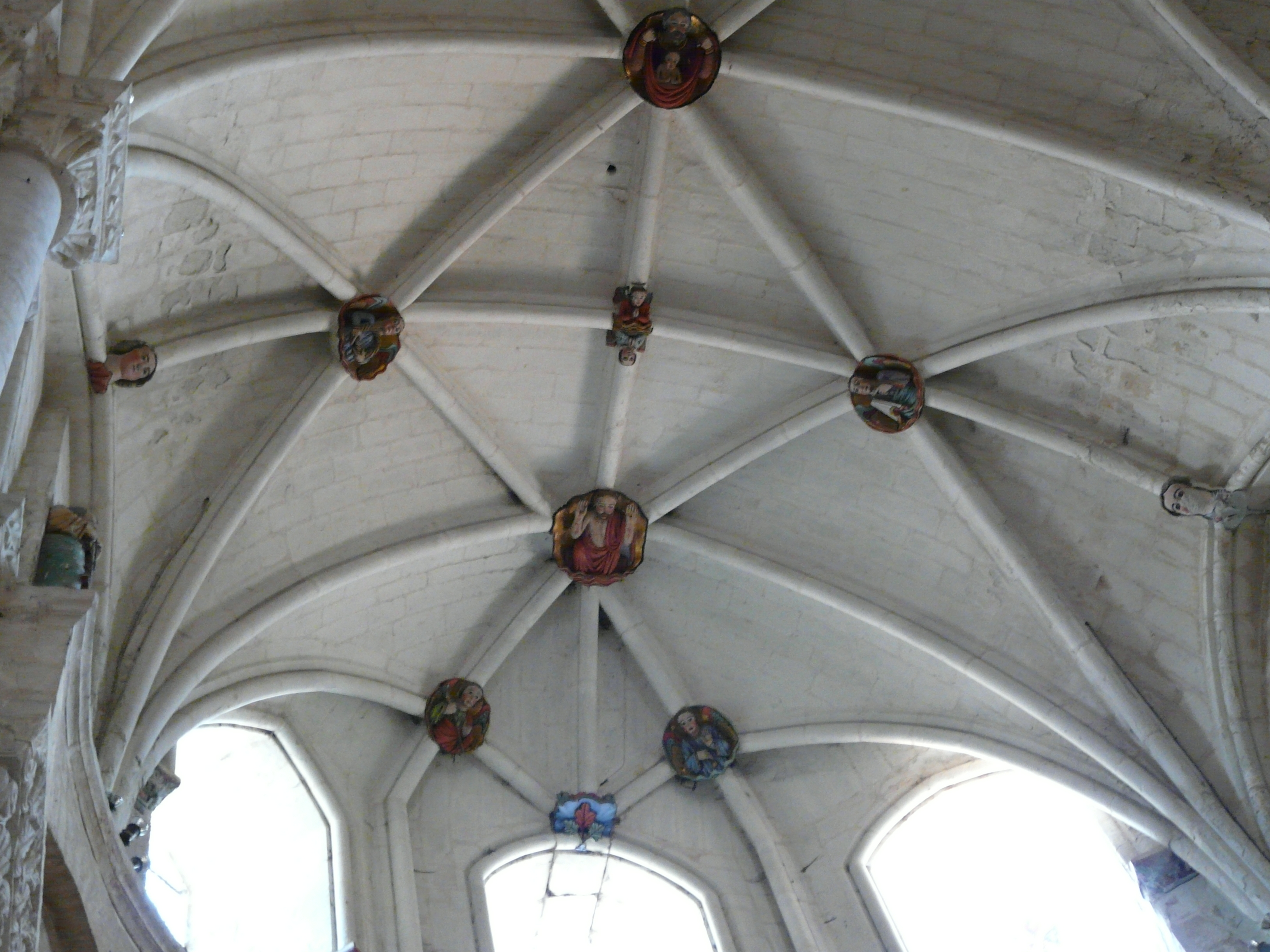
Les peintures de la voûte du chœur.

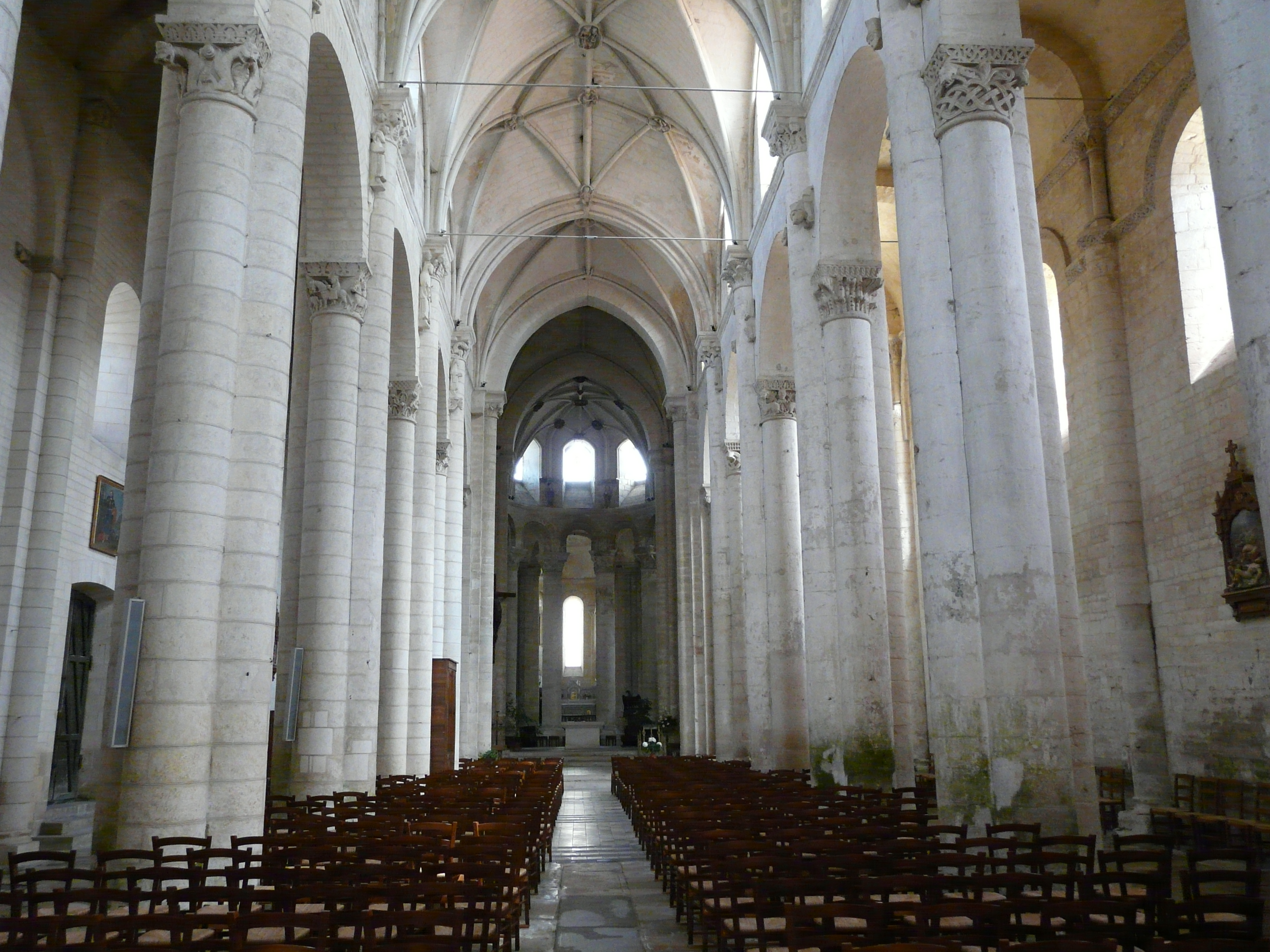
La nef de l'église abbatiale.

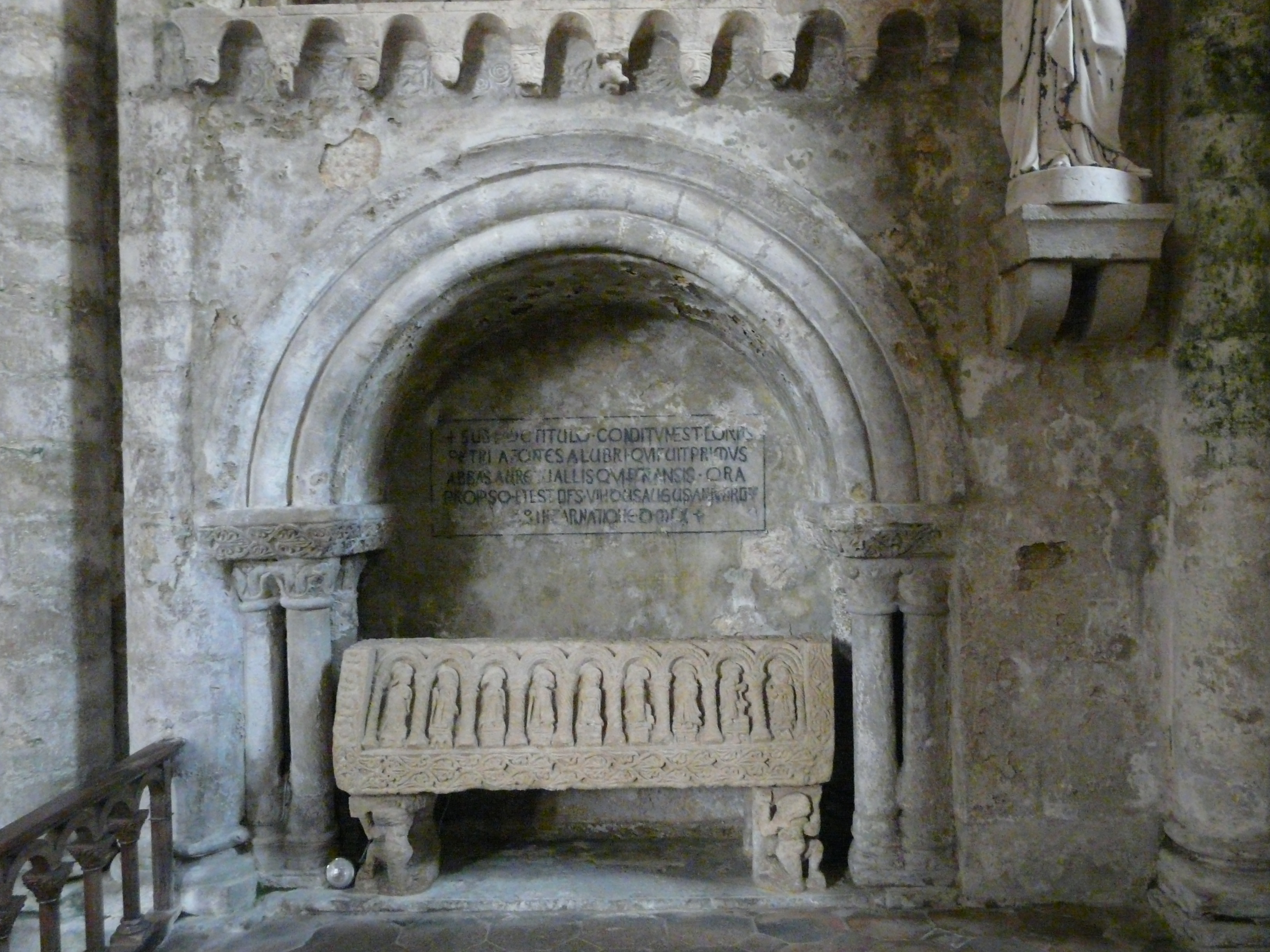
Le tombeau de Pierre de Saine-Fontaine.

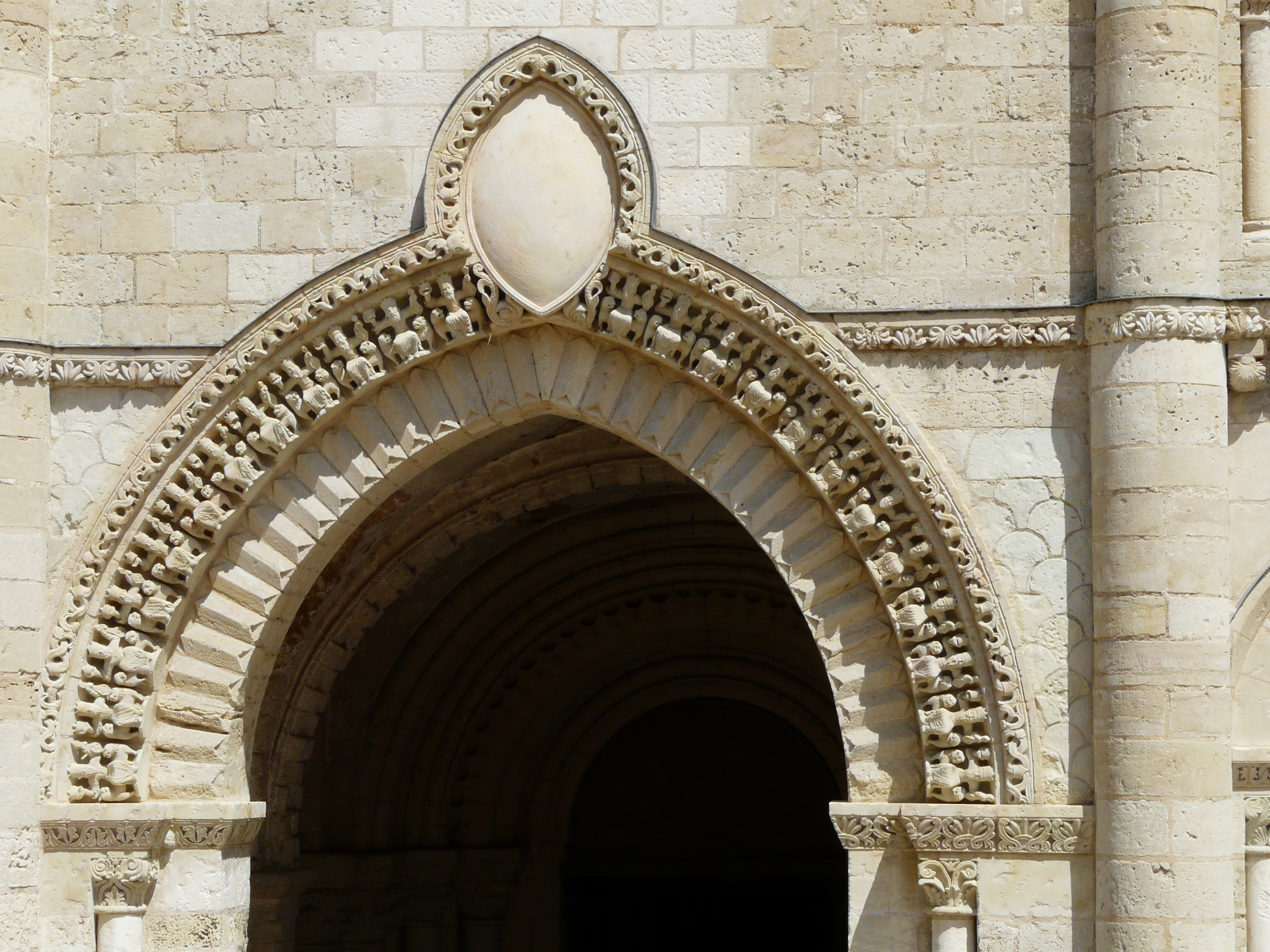
Le portail.

Saint-Pierre d'Airvault est une ancienne église abbatiale. L'édifice a été classé au titre des monuments historiques en 1914.
Le bâtiment, tel que nous le connaissons, n'est pas dans son état originel. En effet, avant d'être une abbatiale de chanoines augustins, le bâtiment primitif était une collégiale, fondée par la vicomtesse Aldéarde d'Aulnay (ou Hildéardix, Hildegarde), veuve du vicomte Herbert Ier (ou Arbert Ier) de Thouars.
De cette ancienne collégiale, il ne nous reste quasiment aucun vestige, si ce n'est la chapelle dites des Gallénies, juxtaposée au narthex de l'abbatiale actuelle. D'après les fouilles archéologiques menées, nous savons que l'origine de cette chapelle remonte au Xe siècle, mais aucune source textuelle n'a permis d'en savoir plus au sujet de ces édifices primitifs...
Après le décès d'Aldéarde, les chanoines séculiers de la collégiale vont tenter de faire respecter le chapitre, mais à la longue, ils vont "se laisser aller", au goût des vicomtes de Thouars. Par conséquent, ils feront appel à Pierre II, évêque de Poitiers, pour qu'une règle soit instaurée à Airvault. Les chanoines choisiront à l'unanimité la règle de saint Augustin d'Hippone. C'est donc à partir de l'acte de 1095 que l'église d'Airvault deviendra une abbatiale tenue par des chanoines réguliers augustins.
Le premier abbé sera Pierre de Saine Fontaine (Petri a fontes salubri), de 1096 jusqu'à 1110, date de sa mort. Son successeur sera Gislebert, principal fondateur de l'abbatiale que l'on connait (façade, cloître de l'abbaye, narthex...).
D'un point de vue architectural, l'abbatiale d'Airvault s'est construite en plusieurs temps, comme dans la plupart des édifices religieux :
1. Premièrement, le chœur (ou chevet) est construit dès la fin du XIe siècle, dans la première phase de (re)construction, sous Pierre de Saine Fontaine. Ceci se confirme par la consécration de l'édifice le 31 octobre 1100[41]. C'est un chevet avec déambulatoire à trois chapelles rayonnantes. Le chœur liturgique est bordé de 6 colonnes simples supportant des chapiteaux et de petits arcs en plein cintre. Deux autres colonnes quadrilobées ont certainement été ajoutées dans une deuxième phase de construction. Peut-être avions-nous deux colonnes simples romanes avant, du même type que les autres ? La question peut se poser... Les autres restes de cette première phase de construction sont bien sûr les chapelles rayonnantes, malgré un parement intérieur retouché très récemment. Nous pouvons également penser que les murs des deux bras du transept ont été construits dès cette période, cette hypothèse étant vérifiable à cause de la présence d'une corniche primitive dans le bras nord et de baies en plein cintre antérieures au cloître dans le bras sud. Enfin, les murs primitifs de la nef ont certainement été construits dès cette période ainsi que le début de la première façade...
2. La deuxième phase de construction concerne les travaux du narthex et de la façade au début du XIIe siècle, sous le contrôle de l'abbé Gislebert. De cette phase de construction résulte le rehaussement du sol de la place Saint-Pierre (ou place du Minage), recouvrant ainsi d'anciennes tombes des Xe, XIe et XIIe siècles. On peut se demander quel était le rôle d'un narthex à Airvault. Il semble fort probable que la destruction de la chapelle des Gallénies était prévue, mais qu'en fin de compte, elle ait été conservée (peut-être à cause de la pression des vicomtes de Thouars, dominant le fief d'Airvault ?). Dans tous les cas, le narthex a été construit afin de pallier le problème de la façade, qui ne pouvait pas être mise en place à l'arrière du narthex. Les bâtisseurs ont donc unifié la façade de l'abbatiale à celle de la chapelle des Gallénies afin d'obtenir un ensemble plus homogène. Ces constructions sont datées de 1240 (plus ou moins 10 ans). L'abbé Gislebert est également le fondateur du cloître situé au sud de l'abbatiale. L'aile nord était consacrée au passage des chanoines. L'aile sud, détruite en 1866 pour la construction de la rue de la Gendarmerie, contenait le réfectoire au rez-de-chaussée, le dortoir à l'étage, et la cuisine dans son extrémité ouest. L'aile ouest est assez méconnue, nous ne savons pas trop ce qu'elle contenait. Enfin, l'aile située à l'est comportait la salle capitulaire au rez-de-chaussée et l'ancienne sacristie à l'étage.
3. La troisième phase de construction concerne l'établissement des voûtes angevines (ou Plantagênet) au début du XIIIe siècle. En effet, les chanoines avaient été envoyés à Angers afin de suivre l'évolution de la règle de saint Augustin, et leurs successeurs, à leur retour, ramenèrent le savoir-faire des voûtes angevines. On retrouve donc à Airvault des voûtes de ce type, tout comme à Saint-Jouin-de-Marnes, dans le vaisseau central de la nef, et dans le chevet. Celles-ci sont considérées comme des œuvres pré-gothiques, comme un art de transition entre art roman et style gothique (elles se composent de nervures, liernes et de médaillons sculptés). Elles ont la particularité d'apporter de nombreuses modifications sur l'aspect visuel que l'on devrait se faire de l'abbatiale romane. En effet, elles ont eu plusieurs conséquences importantes : d'une part, ce sont des voûtes très bombées qui modifient donc la hauteur de l'édifice ; d'autre part, elles vont permettre l'établissement d'un clair-étage dans la nef centrale et dans le chevet (on compte ainsi 17 baies supplémentaires dans ce clair-étage sur toute la longueur de l'édifice). Enfin, elles auront un impact sur la répartition des charges, réduisant quelque peu l'écartement de l'édifice (l'abbatiale n'ayant des contreforts qu'à partir du XIXe siècle). Dans cette phase de construction va également s'ajouter le clocher de style gothique, vers 1240 (plus ou moins 10 ans), ce qui impliquera la reprise des 4 piliers massifs de la croisée du transept. Le clocher est élevé à 59 mètres au-dessus du sol, il est surmonté d’une flèche octogonale. Il est de forme carrée, et est ouvert de chaque côté par des baies en arc brisé.
4. Enfin, la chapelle du sépulcre sera ajoutée au XVe siècle sur l'ancien cimetière appelé sepultura. Elle est longue de deux travées et a une structure simple voûtée d'un berceau en plein cintre.
5. D'autres travaux de restaurations et rénovations auront lieu au cours des siècles suivants, comme la reconstruction du mur nord et l'ajout des contreforts au XIXe siècle.

Du point de vue décoratif, l'abbatiale d'Airvault était entièrement peinte, tout comme un grand nombre d'édifices religieux au cours du Moyen Âge. On retrouve encore quelques traces de polychromie dans des médaillons sculptés des voûtes angevines et des restes d'enduits peints anciens.
1. En ce qui concerne la peinture des médaillons, on retrouve dans le chevet des médaillons repeints au début du XXe siècle sous la demande du curé de l'époque. Ce travail permet d'avoir une idée des peintures qui pouvaient exister, même s'il ne correspond pas avec exactitude à la réalité médiévale.
2. Plusieurs enduits peints de l'abbatiale se sont succédé à Airvault, mais il est difficile de les dater. On sait que l'église a été blanchie une première fois à la fin du XVIIIe siècle et une seconde fois au début du XIXe siècle. Sous ces deux couches d'enduits, on peut trouver trois autres couches peintes. Quelle est la datation de ces couches ? Difficile de le dire sans étude précise à ce sujet, mais la chronologie relative nous permet de savoir que la couche la plus récente des trois se compose de teintes bleues, marron, et rougeâtres. La couche en dessous forme un décor de parement, reprenant ainsi les dessins de joints de pierres ; cette dernière est au minimum du XIIIe siècle puisqu'on la retrouve sur les colonnes de la croisée du transept, refaite pour le clocher de style gothique (Terminus post quem). Enfin, la couche la plus ancienne regroupe des teintes brunes, orangées et rougeâtres, tout comme dans la Cène que l'on retrouve le long du mur ouest du bras nord du transept.

Cette Cène est représentée dans la tradition occidentale, les Apôtres alignés le long d'une table rectangulaire avec le Christ au centre, Judas Iscariote étant placé en face du Christ. Le fait est d'insister sur la trahison de Judas alors que la tradition orientale insiste plus généralement sur le sacrement de l'Eucharistie. On aperçoit encore les têtes des Apôtres et du Christ alignées, même si l'enduit blanc des XVIIIe et XIXe siècles recouvre une partie de la peinture...
L'iconographie est aussi très marquée par la sculpture à Airvault. On trouve plus d'une centaine de pièces sculptées (chapiteaux, médaillons, corniches, bases de colonnes romanes, etc.). Parmi les chapiteaux, on retrouve des scènes historiées comme les noces de Cana, Daniel dans la fosse aux lions, les travaux des mois, etc. Ce sont surtout deux pièces sculptées qui sont intéressantes :
1. Un devant d’autel du début du XIIe siècle. On peut y voir un christ en majesté dans une mandorle, entouré par les 4 Vivants (saint Matthieu, saint Luc, saint Paul et saint Jean). Autour se déploient deux paires de personnages (saint Pierre et saint Jean-Baptiste à droite, saint Jean l’Évangéliste et saint Paul à gauche). Ici, on retrouve l'emploi de la tradition orientale dans le décor, le regard des 4 vivants étant tourné vers l'intérieur (introspection).
2. Le cénotaphe de Pierre de Saine Fontaine, premier abbé d'Airvault, est également sculpté, et présenté dans l'enfeu du bras nord du transept. Sa face gauche montre l'abbatiale et la chapelle des Gallénies, tandis que la face droite montre le sceau de l'abbé, une croix. La face arrière du couvercle se compose de sept arcades, sans sculpture particulière (pas de frises, etc.) ; on peut penser que le cénotaphe était destiné à être posé le long du mur, ou tout simplement que le décor n'était pas terminé. La face avant se compose de 9 arcades sculptées contenant 9 personnages nimbés. La difficulté réside dans l'identification des personnages. Une hypothèse dit qu'on a le Christ au centre (pieds droits, nus, et mains sur la poitrine) avec 8 Apôtres autour. Une autre hypothèse considérerait plutôt Pierre de Saine Fontaine au centre et 8 compagnons ou pèlerins élevés au rang de saints autour. À l'appui de cette hypothèse, les 8 personnages sont placés de face, par paire, et certains tiennent des bâtons de pèlerins. Ils portent tous une cape, ce qui n'est pas courant chez les Apôtres. De plus, quatre d'entre eux tourneraient le dos au Christ (si l'on considère que c'est le personnage central), ce qui peut paraître étonnant. On retrouve donc des difficultés dans la description de ce cénotaphe du début du XIIe siècle (environ 1225-1230).
3. La façade présente un portail avec la représentation des 24 vieillards de l'apocalypse. Il a été repris en 2003 lors des dernières restaurations. Une erreur a été faite cependant. Les Vieillards devraient porter un luth, une coupe, et une couronne sur la tête. Ici, les Vieillards portent une couronne dans la main droite au lieu de la coupe, c'est une erreur due à la restauration... Enfin, on peut apercevoir un cavalier dans une niche au premier niveau à gauche de la façade. Si l'hypothèse de saint Martin est plausible, on penche plutôt en faveur d'un reste de l'empereur Constantin, comme on le retrouve dans le département à Notre-dame de la Couldre à Parthenay ou à Saint-Hilaire de Melle.

#### Les fortifications urbaines

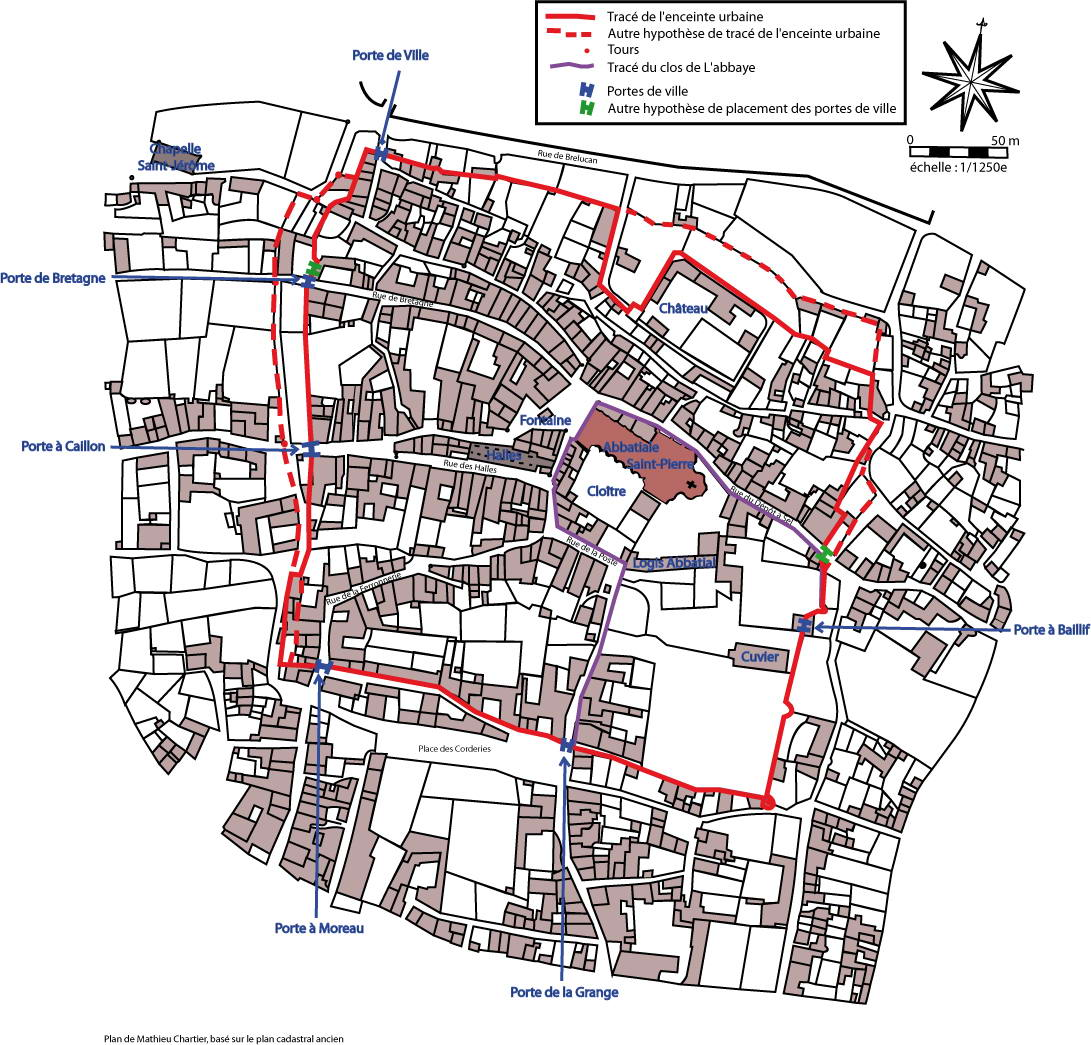
Les fortifications.

Les habitants, en s’appuyant sur le pouvoir et la reconnaissance de Maubruny de Liniers, seigneur d’Airvault et chambellan du roi Charles VII, demandèrent de « faire fortifier et clore la dicte ville de murs, fossés et autres fortifications ». C’est ainsi que, le 9 décembre 1438, le sénéchal du Poitou, Jean de la Roche, rendit une ordonnance permettant la fortification de la ville. En réalité, cet acte n’était que l’application de lettres royales obtenues à Blois le 4 avril 1438 par Maubruny de Liniers. Après un contentieux (destruction des fortifications) et un procès avec la vicomtesse de Thouars (Marie de Rieux), les Airvaudais purent rebâtir des murs d'enceinte autour de la ville dès le 23 septembre 1445. Le procès terminé en 1452 confirmera le droit de ces constructions.
Le périmètre devait approcher sensiblement les 1150 mètres et les murs atteignaient la dizaine de mètres de hauteur en général, comme les murs du château orientés vers la plaine au nord. Les tours et les murs étaient construits en petit appareil. Plusieurs hypothèses de tracés ont donc été proposées, notamment celle de Jean-Claude Colin. Il semblerait en fait qu'il se soit trompé de quelques mètres par endroits, car il ne tient pas compte de l'espace utilisé par les anciennes douves. Le tracé, au lieu de suivre directement le bord des rues serait en réalité derrière les premiers îlots construits ultérieurement. Le cadastre ancien permet de confirmer cette hypothèse puisque des tours sont visibles derrière certaines maisons.
La ville était accessible par six portes réparties le long des remparts, dont certaines ont laissé des traces encore visibles. Au nord-ouest, dans la rue Saint-Jérôme, un reste de départ d’arcade est encore perceptible, et correspond à l’ancienne porte Saint-Jérôme, également appelée porte de Ville (entre les parcelles F1 et F1186 du plan cadastral ancien). La porte à Caillon était placée à l’ouest de la ville, presque au croisement des rues des Jardins et des Halles (environ entre les parcelles 860 et 992 du plan cadastral ancien). Entre ces deux portes se trouvait la porte de Bretagne, à l’angle que forment la rue du même nom et la rue des Jardins. Cette dernière correspond peut-être à l’arc brisé que l’on retrouve dans la cour de la maison du 23, rue de Bretagne. En effet, on retrouve une tour à quelques mètres de cet arc sur un tracé rectiligne qui correspond à celui de l’enceinte urbaine, l'emplacement de la porte à proximité ne serait donc pas choquant. Vers le sud se trouvent également deux portes : la porte à Moreau, placée dans la rue de la Ferronnerie, et la porte de la Grange, ou du Bourgneuf, placée vers l’angle que forment la rue de la Poste et la rue Michel. Enfin, vers l’est se trouvait la porte à Baillif, mais elle ne correspond peut-être pas à la porte médiévale. En effet, il est fort probable que la porte médiévale fut à l'emplacement de la "prison" (à l'époque de l'ancienne gendarmerie), à proximité du cuvier de l'abbaye...

#### Les chapelles
La chapelle Saint-Jérôme
Située au nord-ouest de la ville, dans le faubourg Saint-Jérôme, proche de l’enceinte, la chapelle était celle d’un ancien prieuré régulier qui avait été fondé par Gislebert, le deuxième abbé d'Airvault, au début du XIIe siècle. On retrouve la mention en 1501 d’un prieur de Saint-Jérôme, ce qui signifie que l’édifice a perduré au moins jusqu’au début de l’époque moderne. Il subsiste quelques traces anciennes de son architecture mais la majeure partie a été détruite puis reprise par les nouveaux propriétaires. Sa taille intérieure était approximativement de 16 m de longueur et de 6 m de largeur. L’architecture d’origine n’a pas laissé énormément de traces, si ce n’est un arc brisé au niveau du grenier actuel et la voûte qui recouvrait le chœur, sur plan carré d’environ 6 m par côté. Enfin, les piliers supportant les nervures de la voûte sont encore visibles dans une des écuries du rez-de-chaussée.
Non loin de la chapelle se trouvait le cimetière Saint-Jérôme, mentionné pour la première fois en 1508. Il a été utilisé pour les inhumations jusqu’au 30 novembre 1876. Nul ne sait à quelle date précise il a été établi, et donc s’il existait avant le XVIe siècle. On peut penser qu’il était utilisé pour les habitants du faubourg Saint-Jérôme ou plus tardivement pour entraîner les morts hors de la ville pour des raisons diverses, telles que les maladies comme la peste ou la lèpre.
La chapelle Giraud, ou des Trois-Maries
Cette chapelle est située au sud de la ville, sur la place des Promenades actuelle. Elle est mentionnée sous trois noms différents dans les pouillés successifs du diocèse de Poitiers : Notre-Dame de la chapelle Giraut en 1626, Notre-Dame du Cimetière en 1648 et enfin chapelle des Trois-Maries en 1648. Le nom de Giraud, ou Girault, dépendait sans doute du fondateur de la chapellenie. Elle fut parallèlement dédiée au Trois-Maries.
Sur le plan architectural, la chapelle n’est pas très transformée et a gardé ses dimensions initiales. Les contreforts sont encore visibles à l’extérieur, ainsi que le clocheton arrondi à l'est et la façade avec un haut pignon de forme triangulaire et un décor sculpté très sobre au-dessus de la porte à l’ouest. Des traces du côté nord de la travée est de l’édifice dévoilent une ancienne ouverture qui devait ouvrir vers le cimetière. À l’intérieur, une voûte en berceau divisée en deux travées mène jusqu’à l'abside centrale et les voûtes à six nervures prismatiques ont été conservées. À l’est se trouve l'abside, de taille modeste, ouverte sur la nef par un arc brisé. Quatre baies apportent la luminosité à l'édifice : une baie en plein-cintre dans l'abside centrale, du côté sud, et trois baies avec un décor trilobé dans la nef. On peut également encore apercevoir des restes de peinture murale, assez altérés, à l'intérieur de l'abside, mais aussi une niche quelque peu sculptée dans la nef. La chapelle est datée de la première moitié du XVe siècle et une mention confirme cette datation.
La chapelle de l'aumônerie
Cette ancienne chapelle Notre-Dame remonterait au XIIe siècle et est située sur la route de Saint-Loup, au sud de la ville. Elle est mentionnée sous le nom de cappela domus helemosinarie dans l'Ordinaire de l'abbaye d'Airvault datant du milieu du XVe siècle   mais aussi dans les registres censifs de 1456, 1502, 1581 et 1628. La façade a subi de nombreux remaniements et a laissé place à un portail quadrangulaire avec voussures sur colonnettes ainsi qu'à un moyen appareil de pierre sur toute la hauteur. Sa structure n'a pas trop changé et est la même que celle de la chapelle Saint-Jérôme. Elle mesure donc environ 16 m de longueur par 6 m de largeur dans l'œuvre et le chœur était surmonté par une voûte formant un plan carré de 6 m de côté. Des restes de peintures étaient encore visibles dans l'embrasure d’une des baies du chevet.
En face de la chapelle de l'aumônerie, dans le faubourg du même nom, on peut apercevoir le porche de l'ancien hôpital-hospice de l'aumônerie. Quelques restes de murs sont encore visibles sur la gauche de l'entrée, mais aucun bâtiment n'a résisté. Proche de l'hôpital se trouvait la demeure de l'aumônier et son parc. Peu de sources mentionnent l'aumônerie, la plus ancienne connue datant de 1466.
L'ancien cimetière de l'aumônerie, très vaste, était lié à ces bâtiments. Il occupait à peu près toute la place des Promenades actuelle jusqu'à l'aumônerie. Sa première mention provient de l'Ordinaire de l'abbaye d’Airvault du XVe siècle, dans lequel les termes in cimiterio helemosinarie sont énoncés. Au XVIe siècle, le cimetière a été divisé en deux parties : la première était assez restreinte et formait le « petit cimetière » ou le « cimetière de l'aumônerie » tandis que la seconde partie était plus vaste et était appelée « cimetière des Trois-Maries » ou « grand cimetière de l'aumônerie », dont des mentions se trouvent notamment dans le censaire de 1581. Ce dernier était placé à côté de la chapelle des Trois-Maries et il servit au moins jusqu'à la Révolution. On peut supposer que le « cimetière de l'aumônerie » était principalement destiné aux morts provenant de l'hôpital-hospice tandis que le « cimetière des Trois-Maries » était certainement utilisé pour sortir les morts hors de la ville tout comme le cimetière du faubourg Saint-Jérôme.

#### Le logis de Barroux
Implanté sur la commune associée de Soulièvres, le logis de Barroux, des XVIe et XVIIe siècles, avec son pigeonnier et sa chapelle, est inscrit aux monuments historiques depuis 1984.

#### Les ponts médiévaux

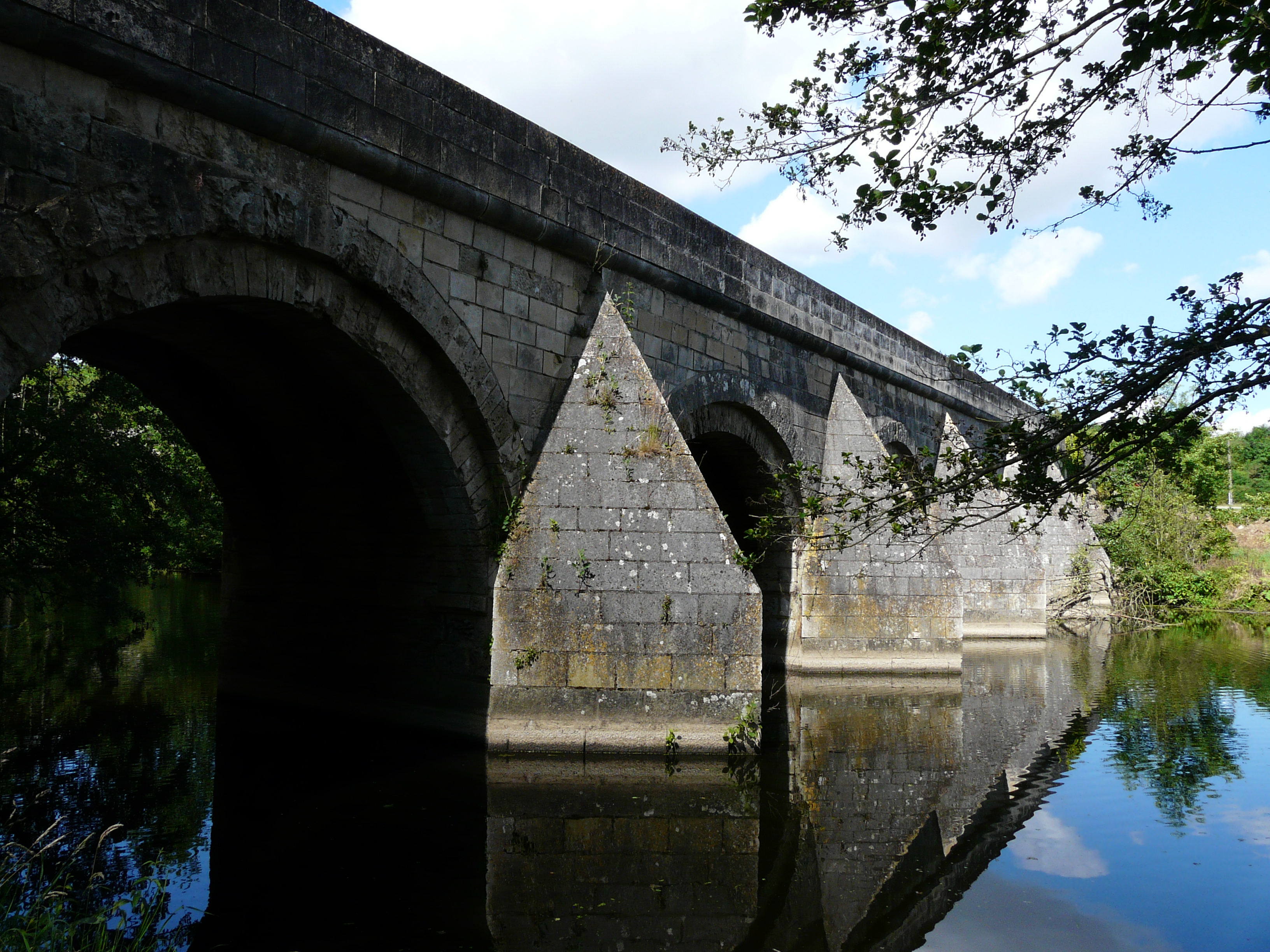
Le pont de Vernay.

Entre Airvault et Soulièvres, deux anciens ponts permettent de franchir le Thouet :
- à un kilomètre au sud-ouest d'Airvault, le pont médiéval de Vernay est classé monument historique depuis 1868 ;
- un kilomètre au nord et donc vers l'aval, le pont de Soulièvres date également du Moyen Âge.

#### La halle

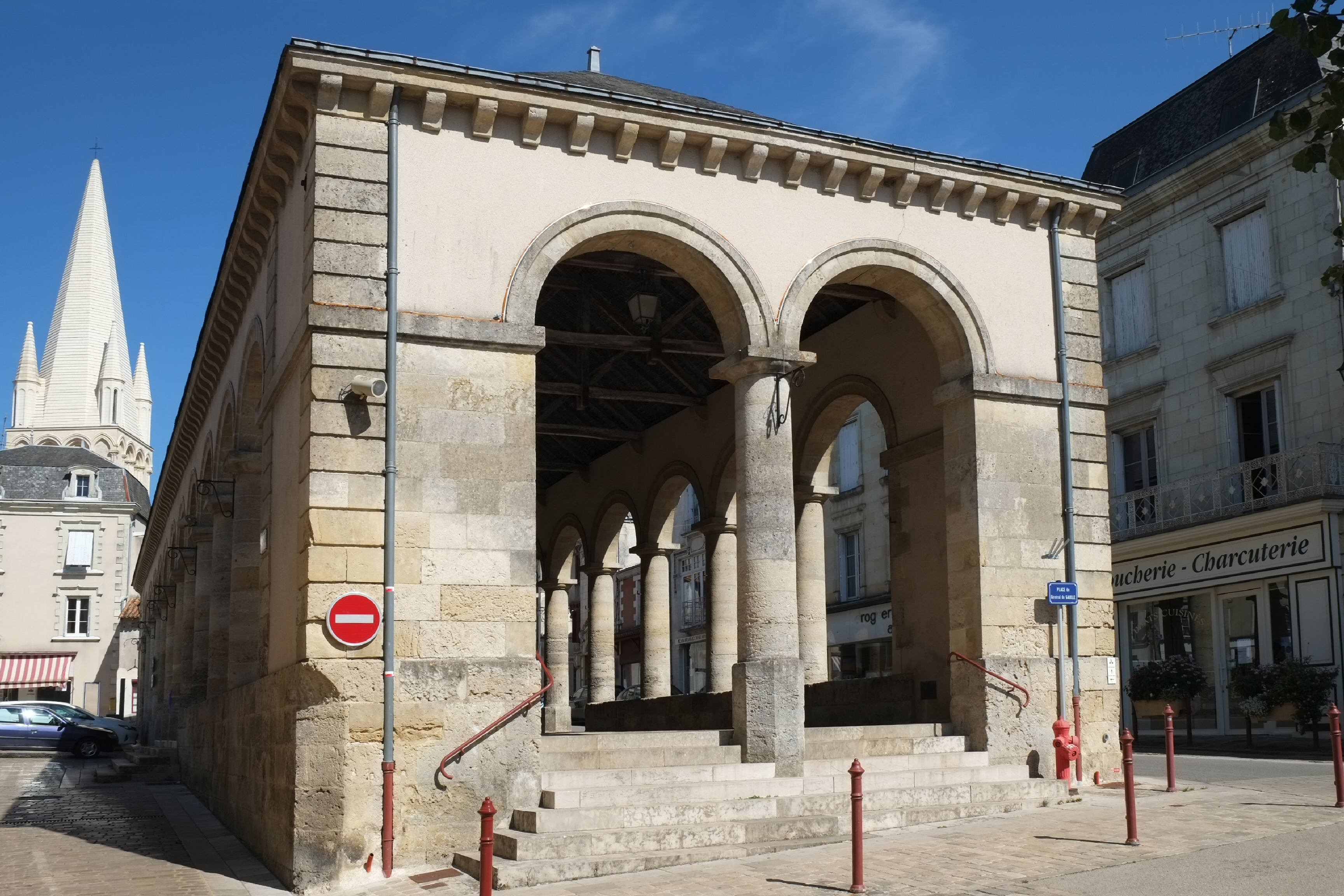
La halle.

- Reconstruite au XIXe siècle à l'emplacement d'une ancienne halle datant de la fin du Moyen Âge, elle abrite chaque samedi le marché. Elle est aussi utilisée pour de nombreuses manifestations.

#### Nécropole nationale d'Airvault
- Elle est devenue nécropole nationale en 1990 et est aussi dénommé cimetière militaire marocain.

### Personnalités liées à la commune

#### Voltaire et Airvault
- La famille de Voltaire est originaire d’Airvault[42]. Le célèbre dramaturge et philosophe des Lumières, qui passait ses vacances étant enfant dans le village d'Airvault[réf. nécessaire], aurait pu choisir son nom de plume en inversant les deux composantes du nom du village : air-vault / volt-aire[42].
- Le nom de « Voltaire » a été donné au collège de la commune à titre d'hommage posthume.

#### Autres personnalités
- Jean-Henri Chevreau (1794-1854), homme politique, est né à Airvault.
- Henry Martin[43] (1852-1927), archiviste paléographe (1876) - Administrateur de la Bibliothèque de l'Arsenal, homme de lettres, il avait le pseudonyme d'Henry Martin-Dairvault.
- Michel Moine (1920-2005), écrivain et journaliste, est né à Airvault.
- Jacques Guidez (1916-2011), auteur de plusieurs livres d'érudits à propos d'Airvault[44].